# 小袋秀人
小袋 秀人（こぶくろ ひでと、1991年4月19日-）は、神奈川県横浜市出身のプロゴルファーである。日本大学卒業。戸塚CC所属。血液型はA型。趣味は車。

## 人物
ゴルフ好きの父親の影響で物心つくころにはクラブを握っていた。父親が自ら研究したことを教えてもらう形で腕を上げ、中学時代には『日本ジュニア』に出場。高校は「やるなら強いところで」と茨城県の鹿島学園に進んだ。2008年に『関東高校選手権冬季大会』を制するなどして2010年に日本大学へ。2011年に松山英樹らを抑えて『朝日杯日本学生』を制した。プロになりたい気持ちが高まり、大学は2年で中退。最後として臨んだ2012年の『日本アマ』では決勝で比嘉一貴を下して日本一に輝いた。
同年にプロ宣言。2016年の『日本ゴルフツアー選手権』では初日首位タイ発進したが2日目以降は苦戦して50位に終わった。2020年までのツアー最高成績は2014年『ANAオープン』の28位である。
AbemaTVツアーでは2020年に結果を残した。『ディライトワークスチャレンジ』最終日に同ツアーの18ホール最少ストロークタイ記録となる61を叩き出し、5打差22位からプレーオフに持ち込んで初優勝。2021年に向けて勢いをつけた。